# Bulgarovka
Bulgarovka (en rus: Булгаровка) és un poble (un possiólok) de l'óblast d'Oriol, a Rússia, segons el cens del 2010 tenia 41 habitants. Pertany al districte municipal de Verkhóvie.